# Loreto (Agusan del Sur)
Pour les articles homonymes, voir Loreto.
Loreto est une municipalité de la province d'Agusan del Sur, aux Philippines.